# رینبو سیکس موبایل
رینبو سیکس موبایل (انگلیسی: Rainbow Six Mobile) یک بازی تیراندازی تاکتیکی آینده است که توسط یوبی‌سافت ساخته و منتشر شده‌است. این بازی در آوریل ۲۰۲۲ معرفی شد. عرضهٔ آزمایشی این بازی در سپتامبر ۲۰۲۲ پایان یافت.